# جوني إزيرسكي
جوني إزيرسكي (بالإنجليزية: Johnny Ezersky)‏ هو لاعب كرة سلة أمريكي. بدأ مسيرته الاحترافية في سنة 1945. تم اختياره من قبل فريق بوسطن سيلتكس خلال الدرافت. يبلغ طوله 6 قدم 3 بوصة (1.9 م). اعتزل اللعب في 1952. لعب مع بالتيمور باليتس في موسم 1948–1949، ثم لعب مع بوسطن سيلتكس من سنة 1949 إلى 1950.

## روابط خارجية
- جوني إزيرسكي على موقع إن بي أي (الإنجليزية)
- جوني إزيرسكي على موقع سبورتس رفرنس (الإنجليزية)
- جوني إزيرسكي على موقع ريلجم (الإنجليزية)
- جوني إزيرسكي على موقع بروبوليرز (الإنجليزية)
- جوني إزيرسكي على موقع سبورتس رفرنس (الإنجليزية)